# Beatriz Mothe Pujadas
Beatriz Mothe Pujadas (Lleida, 1977) és una metgessa i investigadora catalana, qui treballa a la Fundació Lluita contra la Sida i les Malalties Infeccioses i a l'Institut de Recerca de la Sida (IrsiCaixa), on va coordinar l'assaig clínic d'una vacuna terapèutica contra el virus de la immunodeficiència humana (VIH) que va aconseguir frenar el virus en gairebé el 40 per cent de pacients tractats.

## Trajectòria científica
Va llicenciar-se en Medicina a la Universitat de Lleida l'any 2001; en acabar, va incorporar-se a l'Hospital de Sant Pau de Barcelona, on es va especialitzar en medicina interna, i posteriorment va unir-se a la Fundació Lluita contra la Sida i a l'equip de l'IrsiCaixa. Va fer el seu doctorat sota la tutela de Christian Brander i Bonaventura Clotet, enfocat en l'estudi dels mecanismes immunitaris, vírics i genètics que determinen el control de la infecció pel VIH i que es podrien incorporar en el disseny de nous candidats a vacunes terapèutiques. Va realitzar sengles estades a l'Institut Phillip T. and Susan M. Ragon, de l'Hospital General de Massachusetts, a Boston, i al Frederick National Laboratory for Cancer Research (NCI-Frederick), a Frederick (Maryland).
És investigadora associada del grup d'Immunitat Cel·lular i Genètica de l'Hoste d'IrsiCaixa i codirectora, juntament amb el doctor José Moltó, del grup de Vacunes, Immunoteràpies i Farmacologia de la Fundació Lluita contra la Sida i les Malalties Infeccioses, on coordina el desenvolupament d'assaigs clínics dins l'àrea de vacunes terapèutiques i estratègies d'erradicació del VIH. També exerceix com a metgessa a la Unitat de VIH del Servei de Malalties Infeccioses de l'Hospital Universitari Germans Trias i Pujol, a Badalona. i com a investigadora principal d'Aelix, que el març de 2021 va presentar els resultats de l'assaig clínic amb una vacuna terapèutica contra el VIH en què el 40 per cent dels pacients que la van rebre no van necessitar tractament amb antiretrovirals en sis mesos.
Amb Aelix, el seu grup de recerca ha dut a terme diversos assajos clínics de l'immunogen HIV T-cell (HTI) en vacunes contra el VIH, dissenyat per provocar respostes immunitàries cel·lulars en dianes de VIH associades al control víric en les persones. Un estudi publicat a la revista Nature Medicine el 2022 sobre la seguretat i eficàcia d'aquest immunogen va demostrar que, tot i l'eficàcia limitada de les vacunes per evitar el rebrot del virus, l'immunogen HTI és beneficiós en combinació amb altres estratègies que s'estan provant en assajos clínics.

## Reconeixements
El 2012 va rebre el premi Gabriel Rufi de la Societat Catalana de Malalties Infeccioses i Microbiologia Mèdica a la millor tesi sobre malalties infeccioses. El 2017 va rebre la Medalla de la Paeria de Lleida al Mèrit Científic i el Premi a l'Excel·lència Professional del Col·legi Oficial de Metges de Barcelona. El 2018 va rebre el Premi a la Investigadora Jove (ex aequo) de l'Institut Català de la Salut.